# Moyogalpa
Moyogalpa est une municipalité du Nicaragua située dans département de Rivas, dans l'ouest de l'île volcanique Ometepe, sur dans le grand lac Nicaragua.

## Géographie
La ville se trouve au nord-ouest de l'île Ometepe, face au site d'embarquement de Rivas, avec lequel ont lieu des liaisons maritimes régulières d'environ 1 heure.
Moyogalpa est un des deux lieux d'accès de l'île Ometepe pour les liaisons touristiques. Elle est le centre principal de l'île.

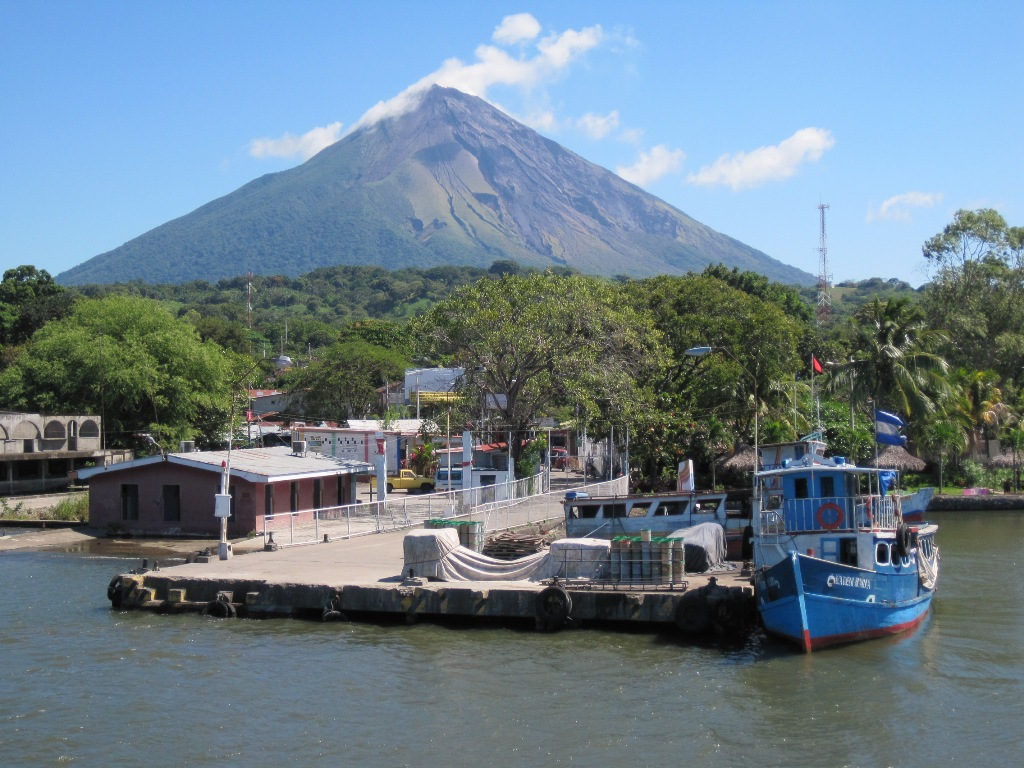
Le port de Moyogalpa en 2011, avec le volcan Concepción en arrière-plan.